# Prairie du Chien, Wisconsin
Prairie du Chien este sediul comitatului Crawford, statul Wisconsin, Statele Unite ale Americii.
Conform recensământului din anul 2000, populația număra 6.018 locuitori. Codul poștal al localității este 53821.